# Pàmfil (escultor)
Pàmfil  (en llatí Pamphilus, en grec antic Πάμφιλος) fou un escultor grec.
Va ser deixeble de Praxíteles i va florir probablement vers l'olimpíada 112, equivalent a l'any 332 aC. Plini esmenta una de les seves obres, el Jupiter hospitalis que era a la col·lecció de Gai Asini Pol·lió (Naturalis Historia XXXVI. 5. s. 4. § 10).